# Maray
Maray ist eine französische Gemeinde mit 226 Einwohnern (Stand: 1. Januar 2022) im Département Loir-et-Cher in der Region Centre-Val de Loire. Sie gehört zum Arrondissement Romorantin-Lanthenay und zum Kanton Selles-sur-Cher.

## Geographie
Die Gemeinde Maray liegt etwa elf Kilometer westnordwestlich von Vierzon an der Grenze zu den Départements Cher und Indre. Das Gemeindegebiet wird vom Flüsschen Prée durchquert. Umgeben wird Maray von den Nachbargemeinden Mennetou-sur-Cher im Norden, Châtres-sur-Cher im Nordosten, Thénioux im Nordosten und Osten, Saint-Georges-sur-la-Prée im Osten und Südosten, Genouilly im Süden, Anjouin im Südwesten sowie Saint-Loup im Westen und Nordwesten.

## Bevölkerungsentwicklung
| Jahr                       | 1962 | 1968 | 1975 | 1982 | 1990 | 1999 | 2006 | 2012 | 2021 |
| -------------------------- | ---- | ---- | ---- | ---- | ---- | ---- | ---- | ---- | ---- |
| Einwohner                  | 341  | 344  | 293  | 297  | 294  | 252  | 237  | 233  | 231  |
| Quellen: Cassini und INSEE |      |      |      |      |      |      |      |      |      |

## Sehenswürdigkeiten

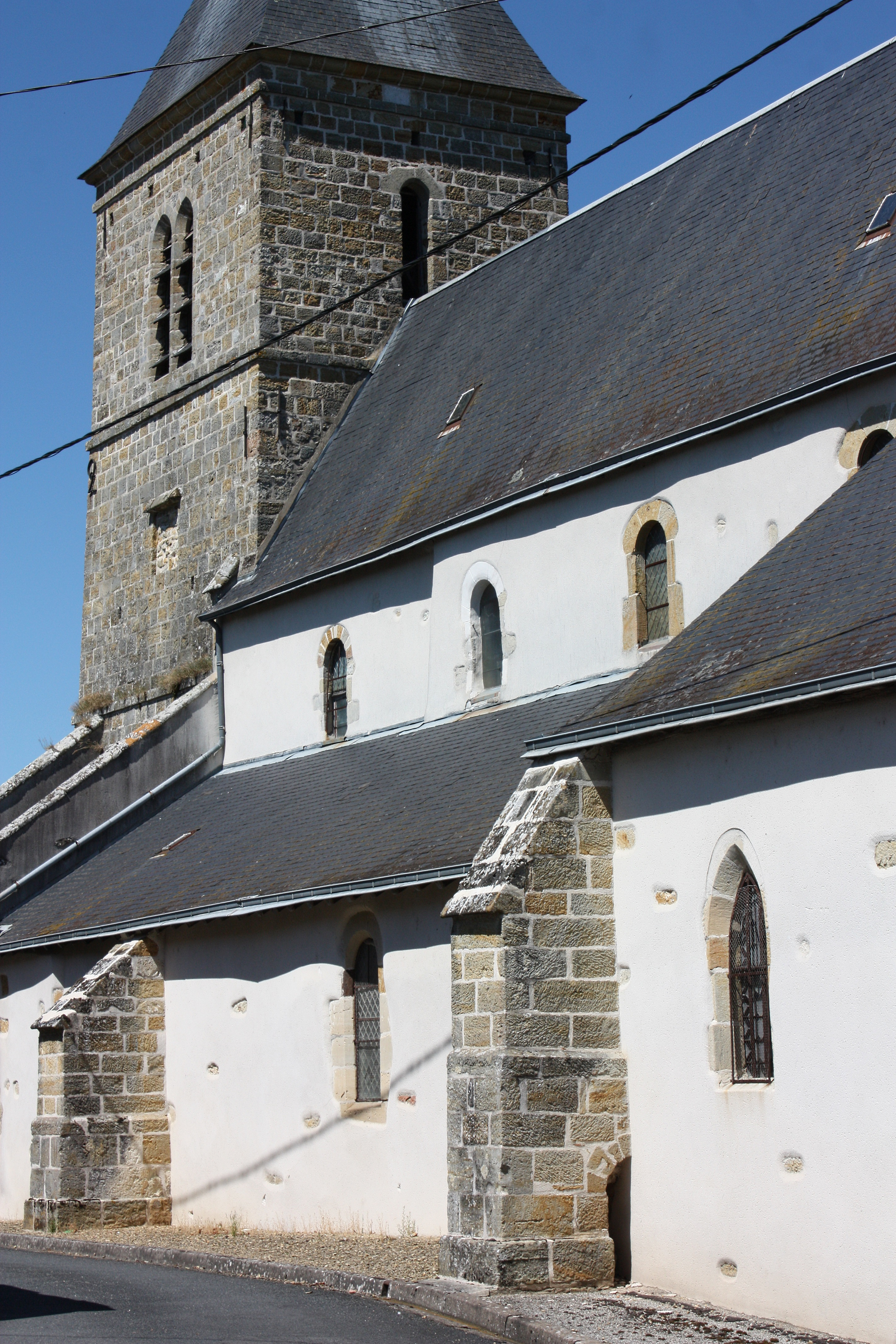
Kirche Sainte-Aignan

- Kirche Saint-Aignan
- Wasserturm
- Schloss La Plaudière
- Lavoir